# Maria Van Kerkhove
Pour les articles homonymes, voir Van de Kerkhof.
Maria DeJoseph Van Kerkhove, née le 20 février 1977 à New Hartford (État de New York), est une épidémiologiste américaine. Elle est responsable de l’unité des maladies émergentes à l'OMS. Elle est responsable technique de la gestion de l'épidémie de Covid-19 à l'OMS depuis janvier 2020.

## Biographie
Maria Van Kerkhove nait le 20 février 1977 à New Hartford. Après ses études secondaires, elle entre à l'université Cornell et obtient son Bachelor of Science en biologie en 1999. En 2000, elle obtient son master of science en épidémiologie à l'université Stanford. En 2009, elle soutient sa thèse de doctorat sur l'épidémiologie des maladies émergentes à la London School of Hygiene and Tropical Medicine. Son sujet de recherche était le Virus de la grippe A (H5N1) au Cambodge. 
Van Kerkhove commence la recherche alors qu'elle est à l'université Cornell. Elle travaille sur les plantes médicinales de l'Amazonie avec Eloy Rodriguez (en). Elle devient assistante de recherche à l'université Stanford. De 2000 à 2005, elle est épidémiologiste principale au sein du cabinet de conseil en science Exponent. De 2006 à 2008, elle travaille à l'Institut Pasteur du Cambodge où elle effectue des recherches sur le Virus de la grippe A (H5N1) pour sa thèse. 
De 2009 à 2015, elle est chercheuse principale au département d'analyse et modélisation des épidémies à l'Imperial College London. Dans ce cade, elle travaille sur plusieurs virus notamment le virus Ebola, le virus Marburg, la grippe, la fièvre jaune, et le MERS-CoV.
Elle est conférencière honoraire à l'Imperial College London depuis 2015. En mars 2017, elle est nommée responsable technique de la gestion de l'épidémie de MERS-CoV au sein de l'OMS à Genève. Elle est responsable technique de la gestion de l'épidémie de Covid-19 à l'OMS depuis janvier 2020. Dans ce cadre, elle participe régulièrement à des conférences de presse et répond à des questions courantes sur la pandémie de Covid-19. En février 2020, elle passe deux semaines en Chine pour comprendre le SARS COV2 et pour étudier la façon dont la Chine essaie de contrôler le virus. 
Elle est également à la tête de l’unité des maladies émergentes et des zoonoses à l'OMS depuis février 2020,.
En juin 2020, elle déclare que sur la base d’études effectuées dans plusieurs pays, la transmission du virus par une personne asymptomatique semblait « très rare ». Ces propos, repris sur les réseaux sociaux font vivement réagir une partie de la communauté scientifique. Elle invoque ensuite un malentendu en disant qu'elle faisait référence à un très petit nombre d’études.

## Vie privée
Elle vit à Genève en Suisse avec son mari Neil Van Kerkhov et ses deux fils. 